# Mandato presidencial de Donald Tusk en el Consejo Europeo

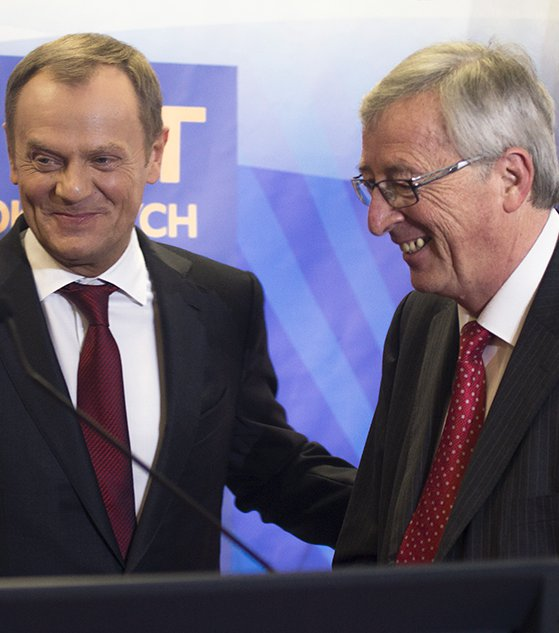
Donald Tusk y el actual presidente electo de la Comisión Europea, Jean-Claude Juncker.

El mandato presidencial de Donald Tusk en el Consejo Europeo comenzó el 1 de diciembre de 2014, y tras ser reelegido en marzo de 2017, su periodo se vio extendido hasta finales de 2019.
En la cumbre europea del 30 de agosto de 2014, se nombró a Tusk como Presidente del Consejo Europeo, después de que el Consejo de julio anterior se cerrara sin acuerdo. Tusk reemplazó a Herman Van Rompuy, quien fue elegido en 2009 como primer presidente permanente del Consejo Europeo, siendo reelegido en 2012 para un segundo mandato consecutivo que finalizó el 30 de noviembre de 2014, sin posibilidad de una nueva reelección.
La labor política del Presidente del Consejo Europeo consiste fundamentalmente en impulsar los trabajos de esta institución comunitaria, velar por la preparación y continuidad de los mismos, promover el consenso entre sus miembros y asumir la más alta representación exterior de la Unión en relación con la política exterior y de seguridad común. El presidente del Consejo Europeo está supeditado, en gran medida, a los criterios y directrices de los Estados miembros.
Van Rompuy no ve el cargo como el de un presidente en el sentido tradicional del liderazgo, sino más bien como un funcionario que preside.

## Antecedentes

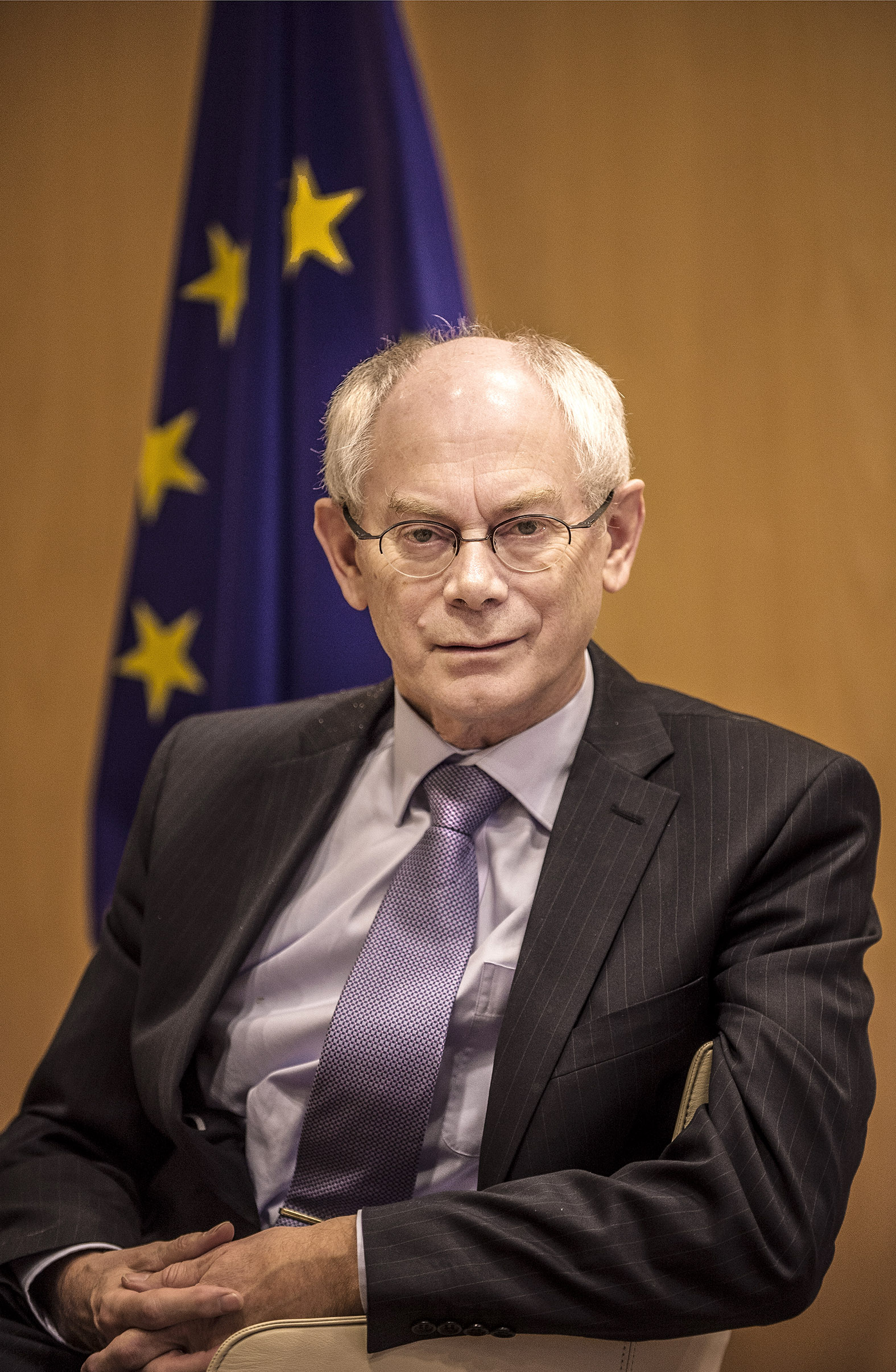
Herman Van Rompuy, primer presidente permanente del Consejo Europeo.

El Tratado de Roma de 2004, que pretendió dotar a la Unión Europea de una constitución, estipulaba la creación de la figura de presidente permanente del consejo Europeo. Ello en respuesta al sistema vigente según el cual la persona que ocupa dicho cargo es el jefe de gobierno del estado miembro que ejerce la Presidencia del Consejo de la Unión Europea. La medida buscaba acabar con el sistema de rotación semestral automática, implantando un sistema en el cual el presidente del Consejo Europeo sería nombrado por un periodo de dos años y medio (treinta meses), renovable una sola vez.
Tras el rechazo del Tratado de Roma en sendos referendos realizados en 2005, se inició en 2007 la redacción de un nuevo documento que paso a llamarse Tratado de Lisboa. Este recogía varias de las decisiones incluidas en el Tratado de Roma, entre ellas la referente a la figura de presidente permanente.
La presidencia de Van Rompuy en el Consejo Europeo se inició el 1 de enero de 2010, a pesar de que el Tratado de Lisboa, que permitió la creación del cargo permanente de Presidente del Consejo Europeo, entró en vigor el 1 de diciembre de 2009, por lo que este primer mandato presidencial se extendió a 31 de mayo de 2012. El motivo para esta situación es que en 2008, Suecia -que ostentó la presidencia del Consejo en el segundo semestre de 2009- negoció que el Tratado entraría en vigor, a efectos de la Presidencia del Consejo, en el siguiente turno a su ratificación.

## Nombramiento

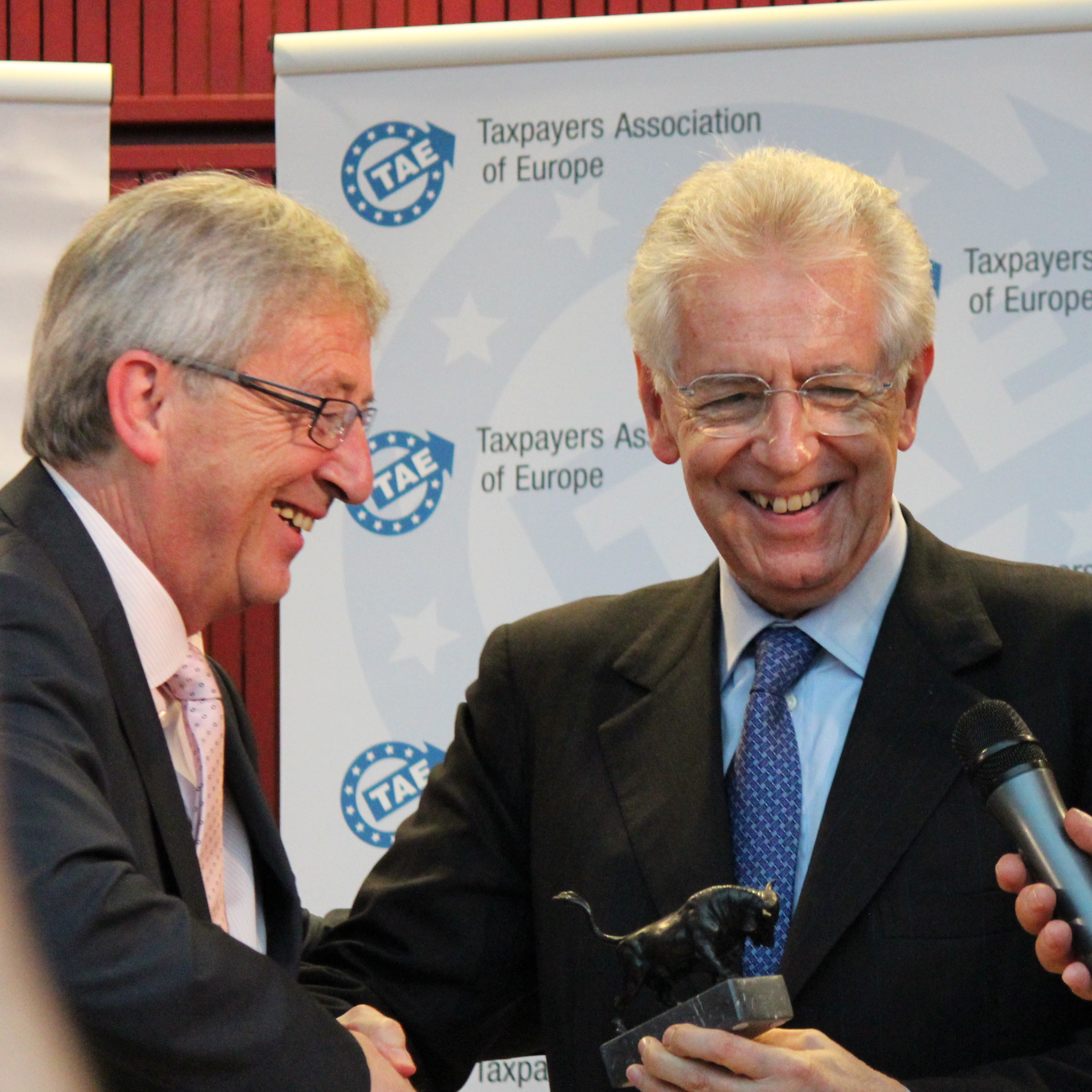
Jean-Claude Juncker y Mario Monti, fueron considerados como dos posibles aspirantes al cargo de Presidente del Consejo Europeo.

En noviembre de 2014, los miembros del Consejo Europeo invistieron a Donald Tusk como Presidente de dicha institución, así como a la Alta representante de la Unión para Asuntos Exteriores y Política de Seguridad (AR) Federica Mogherini. Ambos tomaron posesión del cargo el 1 de diciembre siguiente.
Los medios de comunicación especularon sobre las personalidades que posiblemente estarían entre los candidatos a ocupar el cargo de presidente. Así, por ejemplo, el editor en Europa del Financial Times estimó que la Canciller de Alemania, Angela Merkel, "es una candidata extremadamente bien cualificada para sustituir a Herman Van Rompuy como presidenta del Consejo Europeo". Por su parte, el periódico European Voice del Grupo The Economist, estimó que otros posibles seleccionados para el cargo serían: Werner Faymann, Dalia Grybauskaite, Jyrki Katainen, Enda Kenny, Enrico Letta, Mario Monti, Anders Fogh Rasmussen, y Helle Thorning-Schmidt.
También estuvo el caso del ex primer ministro de Luxemburgo y actual presidente electo de la Comisión Europea, Jean-Claude Juncker, quien se negó a comentar sobre los rumores que lo presentaban como un posible sucesor de Van Rompuy. Esta perspectiva hubiera permitido realizar la fusión de ambos cargos presidenciales.
En este sentido, el ex primer ministro de Italia Enrico Letta, manifestó la utilidad de una fusión de los cargos del presidente del Consejo Europeo y del presidente de la Comisión Europea en una figura única. Esto podría hacerse sin cambiar los tratados, siendo suficiente con proponer a la misma persona. Según Letta: "desde el punto de vista de la perfección jurídica de Bruselas estoy diciendo una especie de blasfemia porque el presidente del Consejo desempeña un papel de gestión, mientras el presidente de la Comisión tiene otra función, pero sería más práctico y todo el mundo lo entendería".
Sin embargo Letta no es el único que ha abogado por esta opción. El ya citado Juncker, y el Partido Popular Social Cristiano (CSV) del que es miembro, así como Michel Barnier, Comisario europeo de Mercado Interior y Servicios, y el Partido Socialista Obrero Español (PSOE), se han manifestado favorables a una fusión de los dos cargos. También en Francia diferentes figuras políticas han mostrado su apoyo a la iniciativa. Tal es el caso de François Hollande durante su campaña presidencial, al igual que el presidente del MoDem, François Bayrou, así como el antiguo presidente de la comisión de asuntos europeos de la Asamblea Nacional de Francia.
El líder de la Alianza de los Liberales y Demócratas por Europa (ALDE), Guy Verhofstadt también ha sugerido fusionar los dos cargos.